# Revolución de los 44
Se conocen como los cuarenta y cuatro al grupo de insurrectos que se rebelaron contra el gobierno del general Carlos Ezeta en El Salvador, en el año 1894, y que tuvo como principal bastión la ciudad de Santa Ana. La acción tuvo éxito al lograr el abandono del poder del entonces presidente. 

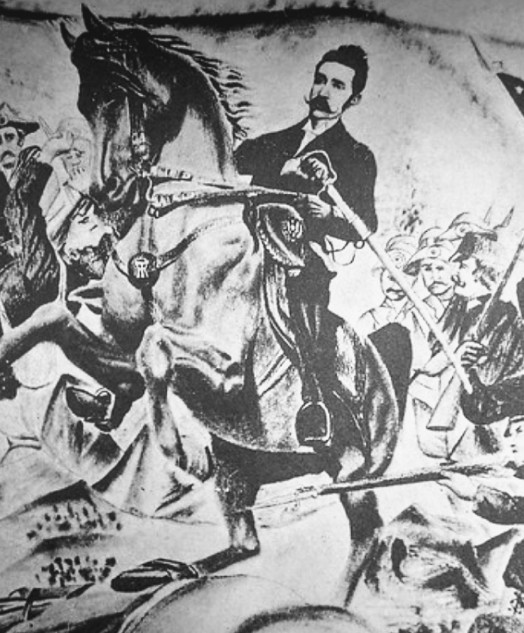
Imagen que representa la Revolución de los 44

## Antecedentes

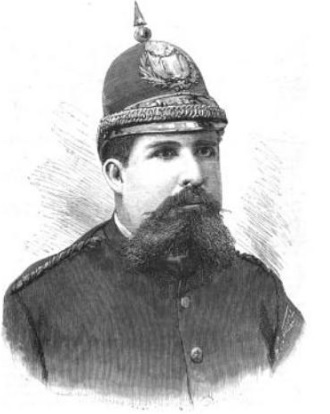
General Carlos Ezeta. derrocado por la revolución de los 44, se exilió en Mazatlán, México, donde murió.

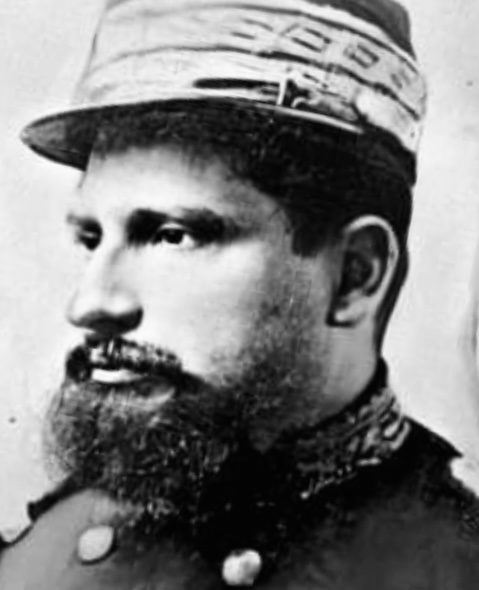
vicepresidente Antonio Ezeta hermano de general Carlos Basilio Ezeta

El general Carlos Basilio Ezeta llegó a la presidencia de El Salvador el 22 de junio de 1890, cuando -aprovechando la celebración que el 22 de junio de ese año se estaba realizando en la plaza de armas de San Salvador (por los 5 años de haber llegado al poder general Francisco Menéndez)- realiza el golpe de Estado a la administración del general Francisco Menéndez.
Carlos Ezeta gobernó de forma provisoria el país hasta el 1 de marzo de 1891 cuando toma posesión como presidente electo, teniendo como vicepresidente a su hermano Antonio Ezeta (quién se trasladó a vivir a Santa Ana, donde se instaló en el palacio municipal de dicha ciudad que se convirtió en un edificio totalmente militar con solo las oficinas del alcalde y gobernador adentro). Durante su presidencia se logró equilibrar la deuda exterior del país, se incrementó el comercio exterior, se implantó un sistema de sanidad con el funcionamiento del hospital Rosales, se incrementó la educación, se construyó una estatua en homenaje al capitán general Gerardo Barrios frente a la Catedral Metropolitana, y se establecieron relaciones diplomáticas con casi todos los países de Europa.
En 1893, debido a la crisis financiera y a que el presidente Ezeta había duplicado el derecho de exportación del café, se empezó a gestar un movimiento revolucionario para derrocar al gobierno; por un lado se encontraban varios de los contrarios al gobierno de Ezeta que estaban exiliados en Guatemala (donde estaban preparándose y alistándose para la revolución, y donde recibieron apoyo del presidente guatemalteco Manuel Estrada Cabrera), y por otro lado otras personas contrarias al gobierno que se encontraban en territorio salvadoreño buscando obtener el dinero suficiente (en total 100.000 pesos) para llevar a cabo la invasión que sería liderada por Doroteo Caballero y Rafael Antonio Gutiérrez.

## Los hechos
La acción se planeó para la segunda quincena de abril antes de la temporada de lluvias de mayo. La familia de Tomás Regalado, a instancia del mismo, salieron de Santa Ana en el 26 de abril en un supuesto paseo a Ahuachapán.

### Acción del 29 de abril
En la noche del 28 de abril ingresaron al territorio salvadoreño los revolucionarios exiliados en Guatemala, en el camino se les unirían otros más, pero debido a que estaba lloviendo fuertemente esa noche solamente llegaron a Santa Ana 44 revolucionarios, los cuales se agruparon en la barranca Santa Lucía. En la mañana del 29 de abril de 1894 Doroteo Caballero disparó el cohete con el cual se abrió el ataque contra el cuartel de artillería de Santa Ana, este es tomado rápidamente sin mucha resistencia.
Un grupo numeroso liderado por el general Lisandro Arévalo y el coronel Hilario Alfaro se dirigió al cuartel de la comandancia. El presbítero y dramaturgo Juan de Dios Sandoval logró convencer a unos oficiales a agregarse al movimiento y estos corrieron el cerrojo de la puerta, permitiendo que este grupo entre al cuartel. El comandante general Jacinto Colocho no estaba en el cuartel por ser su día de licencia, habiendo quedado encargado como encargado de la plaza el coronel Isaías Solís, quien murió tras dar resistencia. El coronel Rosalío Herrera mandó a abrir el almacén de municiones para recargar el arma de los revolucionarios.Los que desconocían del movimiento revolucionario pensaron que el ataque se trataba de una acción sorpresa de tropas guatemaltecas. En la batalla resultante murieron miembros de la Policía Urbana y Policía Rural; varios revolucionarios fueron heridos. Para las seis de la mañana, la ciudad estaba en pánico y había mucha confusión. De las tropas del cuartel, los leales a Ezeta que sobrevivieron huyeron hacia Coatepeque mientras otros se agregaron a los revolucionarios.
El vicepresidente Antonio Ezeta (quien se encontraba en su casa en el momento de la toma del cuartel) se retiró a Coatepeque por la salida de El Molino, con el gobernador y comandante general de la división de occidente Jacinto Colocho, acompañados de un pelotón de la Policía Montada. En Coatepeque recibió apoyo de la capital y donde se conformaron tres divisiones militares (una división central, comandada por Antonio Ezeta, y dos divisiones en los flancos, estando una comandada por el general y gobernador santaneco Jacinto Colocho y la otra por el general León Bolaños).

### Desconocimiento de los Ezeta
El 30 de abril la municipalidad de Santa Ana desconoció la autoridad de los hermanos Ezeta y proclamó como presidente al general Rafael Antonio Gutiérrez, que a su vez nombró como jefe de operaciones de la revolución al general Joaquín Pérez; posteriormente las demás tropas revolucionarias se trasladaron desde Guatemala hasta Santa Ana llegando a reunirse un ejército de 22.000 soldados.
Entre las 7 y 8 de la mañana del 3 de mayo, el ejército comandado por el vicepresidente Antonio Ezeta avanzó desde Coatepeque y logró hacerse con el control de los actuales cantones santanecos de Primavera y Natividad, para posteriormente tomarse la barranca de Carranza, Santa Isabel, El Molino y Tecana, y finalmente llegar a la aldea Las Quesadillas; en donde se encontraba un contingente revolucionario al mando del general Máximo Salguero, en la confrontación que siguió falleció el general Salguero y resultó herido en la cabeza el general Antonio Ezeta, por lo que el general León Bolaños se hizo cargo de la comandancia del ejército; a pesar de ello el general Jacinto Colocho continuó el avance tomando algunas casas de la ciudad santaneca por el lado del Campo Marte, hasta que fue frenado por un grupo revolucionario dirigido por el mayor José María Rodríguez que se infiltró entre las fuerzas del gobierno y provocó que tales fuerzas se dispararan entre sí, por lo que Colocho y su división se replegaron a Coatepeque dejando tras de sí varios elementos de guerra.
El 5 de mayo el presidente Carlos Ezeta se dispone a marchar al campo de operaciones con las tropas que pudo reunir y con un numeroso estado mayor; pero cerca de la estación de Ateos, un atentado provocó el descarrilamiento del tren y el fallecimiento de varios de los acompañantes, por lo que el presidente Ezeta regresó a la capital a caballo.
En los días siguientes se suscitaron numerosos enfrentamientos llevados a cabo por el coronel Gregorio Olmedo (del lado de Texistepeque), por el jefe de operaciones de occidente general Rosendo Ferrera desde Sonsonate, por el general León Bolaños desde Coatepeque (este último recibió refuerzos de fuerzas militares provenientes de Cojutepeque, San Miguel y el barrio El Calvario de San Salvador que eran comandada por el general Heriberto Jeffries y el coronel Gregorio Molina), y varios ataque infructuosos del general Sotero Choriego al cerro Tecana que era defendido por el coronel Luis Gómez.
El 14 de mayo, las fuerzas revolucionarias deciden pasar de la defensiva a la ofensiva bajo la iniciativa del coronel Horacio Villavicencio, y siendo dirigidos por el norte por el general Tomás Regalado, mientras que por el occidente se encontraban los generales Lisandro Arévalo y Casimiro Escobar, el coronel Pedro Aguilar y un batallón ahuachapaneco que se había incorporado a la revolución; dicha ofensiva logró desalojar a los fuerzas del gobierno de las posiciones cercanas a la ciudad, pero se sufrieron numerosas bajas por lo que las fuerzas revolucionarias se replegaron al cuartel general en Santa Ana.
El 23 de mayo, luego de recuperarse de sus heridas, Antonio Ezeta se dispone a comandar nuevamente el ejército en Coatepeque; sin embargo para ese momentos el ataque de las fuerzas gubernamentales se ha reducido en potencia y las fuerzas revolucionarios empiezan a ganar más terreno, también hay numerosas deserciones y dificultad para atender a los heridos. Aprovechando esa situación el coronel revolucionario José Natividad Rodríguez planeó una ofensiva, para la cual el ejército revolucionario se organizaría en 3 columnas (estando la de la izquierda bajo la comandancia del coronel Teodoro Rivas, la de la derecha dirigida por el coronel Luis Sánchez, y la del centro bajo el mando del coronel José Natividad Rodríguez).
A inicios de la mañana del 24 de mayo, los coroneles Rivas y Sánchez atacan con sus columnas a las fuerzas ezetistas atrincheradas en la finca de la familia Vides empujándolas a las 9 a. m. a su cuartel general en Las Pulgas y a las trincheras del cerro Malakoff (en el municipio de Coatepeque), donde a las 2 p. m. fueron atacadas por las tropas del coronel Rodríguez, siendo las fuerzas gubernamentales totalmente derrotadas a las 5 p. m.; por lo que Antonio Ezeta y León Bolaños deciden replegarse con sus fuerzas a Coatepeque, en su persecución los generales Regalado y Cerna deciden mover sus tropas a la aldea Las Marías (en Coatepeque) atravesando sigilosamente el municipio de Nueva Concepción, al darse cuenta Antonio Ezeta decide atacarlos pero sería completamente derrotado; por lo cual Antonio Ezeta junto con el general León Bolaños y el escaso ejército que quedaba bajo su mando deciden retirarse a Santa Tecla.
Con la victoria del 24 de mayo las fuerzas revolucionarias pudieron extenderse a los demás departamentos, así los generales Villavicienso y Fabio Morán ocuparon los departamentos de Ahuachapán y Sonsonate, mientras que Regalado y Cerna (junto con el general Salvador Ávila y el coronel Emilio Calderón) ocuparon Opico, y el General Manuel Rivas llegó hasta Cojutepeque (en donde derrotó al comandante de la plaza Erazmo Salazar en el lugar Los Amatillos, obligandolo a huir a las inmediaciones del lago de Ilopango). Mientras que el general Luis Alonso Baraona intentó ocupar Chalatenango pero fue vencido por el coronel Encarnación Gambetta (segundo jefe de la guarnición de esa población), por lo que se replegó a Cojutepeque donde se unió a las fuerzas del general Manuel Rivas.

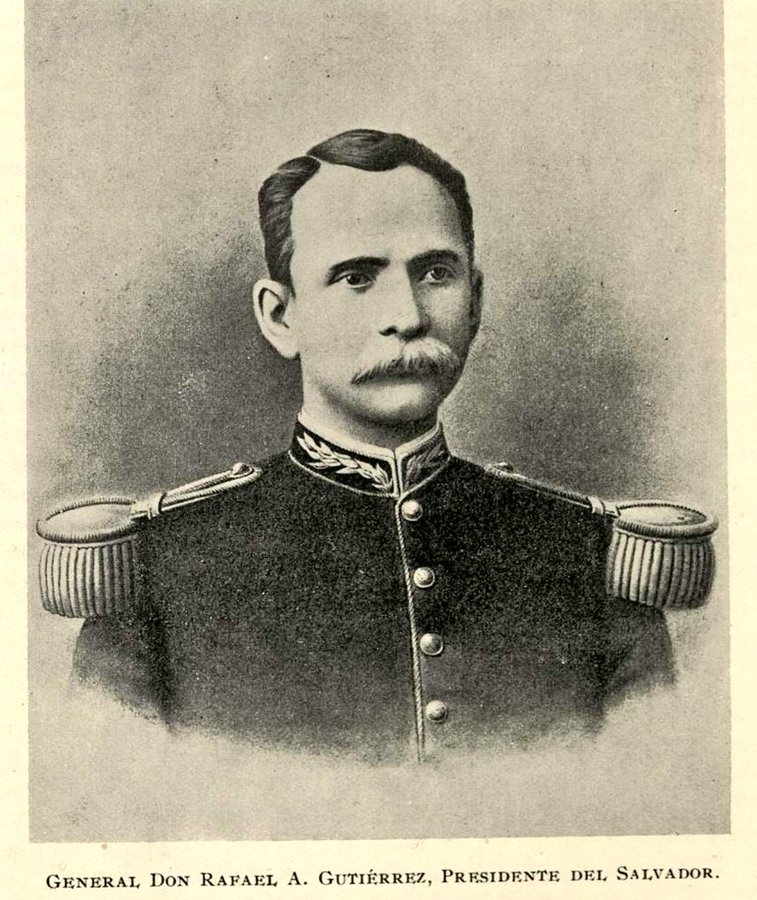
Retrato del Presidente Después de la Revolución de los 44.

En Opico el general Tomás Regalado interceptó las comunicaciones telegráficas del gobierno, con lo que transmitió mensajes fechados en Salvador Salvador (para Antonio Ezeta) y fechados en Coatepeque (para Carlos Ezeta) para hacerles creer a los hermanos Ezeta que no quedaba más remedio que rendirse o huir del país. Por lo que el 9 de junio el presidente Carlos Ezeta deja la capital embarcándose en el vapor Valeria desde el puerto de La Libertad hacia Costa Rica, mientras que su hermano Antonio huye poco después desde el mismo puerto en el cañonero norteamericano Bennington (gracias a las gestiones del general Heriberto Jeffries) hacia San Francisco California. A su vez el general Rosendo Ferrera se entregó en Sonsonate y fue conducido junto con varios jefes hacia la capital.
El 10 de junio los generales Luis Alonso Baraona y Manuel Rivas ocuparon la capital, ese mismo día es declarado presidente provisional Rafael Antonio Gutiérrez, el cual llegó a la capital el 16 de julio de 1894. Posteriormente el 1 de marzo de 1895, tras resultar electo en las elecciones presidenciales, Gutiérrez asume como presidente de la república y como vicepresidente el general y doctor Prudencio Alfaro.

## Los 44
A continuación, se muestra el listado de los 44 caballeros, el cual a su vez, se amplía con el nombre de siete mujeres quienes de acuerdo a investigaciones posteriores, tuvieron una participación activa en el movimiento.
1. Rafael Antonio Gutiérrez,
2. Tomás Regalado,
3. Doroteo Caballero,
4. Gral. Francisco Hurtado Menéndez,
5. Prudencio Alfaro,
6. Mariano Morán,
7. Joaquín Pérez,
8. Lizandro Arévalo,
9. Abelardo Bracamonte,
10. Juan Castro,
11. Aquilino Duarte,
12. Luis Gómez,
13. Macedonio Marroquín,
14. Francisco Gómez,
15. Vicente Retana,
16. Ramón Flores,
17. Luis Pineda,
18. Rosendo Guevara,
19. Marcelino Monterrosa,
20. Juan Escobar,
21. Luciano Monterrosa,
22. Tranquilino Sánchez,
23. José Miguel Alfaro,
24. Agustín Linares,
25. Luis Mathies,
26. Juan Ortiz,
27. Adolfo Alvarenga,
28. Heriberto Alvarenga,
29. Máximo González,
30. Faustino Acevedo,
31. Nicolás Alvarenga,
32. Eduardo Morales,
33. Alfonso García,
34. Isabel Carranza Monterrosa,
35. Santiago Calidonio,
36. Alejandro Cabrera,
37. Reyes Rivera,
38. Mariano Ramos,
39. Domingo Campos,
40. Manuel Quintanilla,
41. Carmen González,
42. Dolores Cámbara,
43. Bernarda Calderón,
44. Pedro Salguero,
45. Rodolfo Morales,
46. Fulgencia de Peña,
47. Eusebia de Monterrosa,
48. Fidelina Chinchilla,
49. Lidia Calderón Macall,
50. Socorro Ladrón de Guevara,
51. Concha Aguirre,
52. Julia Pineda